# アレシャンドレ・ズラウスキ
アレモン (Alemão) ことアレシャンドレ・ズラウスキ（Alexandre Zurawski, 1998年4月1日 - ）は、ブラジル出身のプロサッカー選手。セグンダ・ディビシオン・レアル・オビエド所属。ポジションはフォワード、ミッドフィールダー。Jリーグでの登録名はアレシャンドレ。
ポーランド系ブラジル人である。

## 経歴
2017年にブラジルのCAメトロポリターノに入団。2018年より京都サンガF.C.へ期限付き移籍により加入した。公式戦出場はなく、7月19日に双方合意のもと契約が解除された。
その後、クリシューマEC、フルミネンセ・ド・イタウム、アヴァイFC、ジュベントス・ジ・ジャラグア、ECノヴォ・アンブルゴ、SCインテルナシオナルとブラジル国内のクラブを渡り歩き、2023年からレアル・オビエドでプレーしている。

## 個人成績
| 国内大会個人成績 | 国内大会個人成績 | 国内大会個人成績 | 国内大会個人成績 | 国内大会個人成績 | 国内大会個人成績 | 国内大会個人成績 | 国内大会個人成績 | 国内大会個人成績 | 国内大会個人成績 | 国内大会個人成績 | 国内大会個人成績 |
| 年度             | クラブ           | 背番号           | リーグ           | リーグ戦         | リーグ戦         | リーグ杯         | リーグ杯         | オープン杯       | オープン杯       | 期間通算         | 期間通算         |
| 年度             | クラブ           | 背番号           | リーグ           | 出場             | 得点             | 出場             | 得点             | 出場             | 得点             | 出場             | 得点             |
| 日本             | 日本             | 日本             | 日本             | リーグ戦         | リーグ戦         | リーグ杯         | リーグ杯         | 天皇杯           | 天皇杯           | 期間通算         | 期間通算         |
| ---------------- | ---------------- | ---------------- | ---------------- | ---------------- | ---------------- | ---------------- | ---------------- | ---------------- | ---------------- | ---------------- | ---------------- |
| 2018             | 京都             | 20               | J2               | 0                | 0                | -                | -                | 0                | 0                | 0                | 0                |
| 通算             | 日本             | 日本             | J2               | 0                | 0                | -                | -                | 0                | 0                | 0                | 0                |
| 総通算           | 総通算           | 総通算           | 総通算           | 0                | 0                | -                | -                | 0                | 0                | 0                | 0                |